# تحمل مناعي طرفي
التحمل المناعي الطرفي (بالإنجليزية: Peripheral tolerance)‏ هو التحمل المناعي الذي يحصل بعد بلوغ الخلايا البائية والخلايا التائية مرحلة النضج ودخولها المحيط. وتشمل هذه قمع الخلايا المتفاعلة مع الذات بواسطة الخلايا التائية المنظمة وتوليد استعطال في الخلايا اللمفاوية التي تواجه مستضد في غياب الإشارات المحفزة التي تصاحب التهاب أو في وجود الإشارات المثبطة.
يشكل التحمل المحيطي الفرع الثاني للتحمل المناعي، بينما يعتبر التحمل المركزي الفرع الأول له. يحدث التحمل المناعي في هذا الشكل ضمن الأعضاء اللمفية المحيطية (بعد خروج الخلايا التائية والخلايا البائية من الأعضاء اللمفية الأولية). قد تهرب بعض الخلايا التائية والبائية ذاتية التفاعل من التحمل المركزي. يضمن التحمل المحيطي عدم إحداث تلك الخلايا الهاربة أمراض مناعة ذاتية.
تتضمن آليات التحمل المحيطية الخاصة بالمستضد التعطيل المباشر للخلايا التائية المستجيبة عن طريق الخبن النسيلي أو التحول لخلايا تائية منظمة أو حث آلية الاستعطال. تنشأ الخلايا التائية المنظمة خلال تطور الخلايا التائية في الغدة الزعترية أيضًا. تزيد هذه الخلايا من تثبيط استجابة الخلايا اللمفاوية العادية في المحيط. تعتمد المستضدات بشكل عام على التحمل المركزي أو المحيطي، ويحدد ذلك الاعتماد بناءً على وفرة المستضد في جسم الكائن الحي. لم يتبحر الباحثون في دراسة التحمل المحيطي للخلايا البائية، ولكنه يعتمد بشكل كبير على مساعدة الخلايا التائية.

## آليات خاصة بالمستضد
تقضي الغدة الزعترية على معظم الخلايا التائية ذاتية التفاعل باستخدام آليات التحمل المركزي. مع ذلك، تهرب بعض الخلايا منخفضة الألفة إلى المحيط بشكل مستمر. لهذا السبب، يحتاج الجسم لآليات إضافية تزيل الخلايا التائية ذاتية التفاعل من مخزون المناعة المحيطي.

### الخبن النسيلي والتحول لخلايا تائية منظمة
تعمل الخلايا المتغصنة –وهي أحد المجموعات الخلوية الرئيسية- على بدء الاستجابة المناعية التكيفية. تستطيع الخلايا المتغصنة غير الناضجة إحداث تحمل مرتبط بكتلة التمايز 4 و8. تحصل تلك الخلايا على المستضد من الأنسجة المحيطية (عن طريق الالتقام الخلوي للخلايا الخاضعة للموت الخلوي المبرمج) وتقدمه إلى الخلايا التائية الساذجة في الأعضاء اللمفاوية الثانوية. تتعرض الخلايا التائية بعد تعرفها على المستضد للخبن أو التحول لخلايا تائية منظمة. تعرف الخلايا المتغصنة الحاملة لكتلة التمايز 272 باعتبارها مجموعة متخصصة من الخلايا المقدمة للمستضد المسؤولة عن تحويل الخلايا التائية المنظمة. تفقد الخلايا المتغصنة جزء كبير من خصائص التحمل المناعي بعد نضجها (كما يحدث خلال فترة العدوى). 
حدد الباحثون مجموعات خلوية أخرى –إلى جانب الخلايا المتغصنة- قادرة على تحريض تحمل الخلايا التائية المرتبط بمستضد معين. تتضمن تلك المجموعات خلايا العقد اللمفاوية السدوية بشكل أساسي. تنقسم خلايا العقد اللمفاوية السدوية عمومًا إلى عدة مجموعات فرعية اعتمادًا على تعبيرها عن البروتين السكري 38 (البودوبلانين) وكتلة التمايز 31. تلعب الخلايا الشبكية الليفية والخلايا السدوية العقدية اللمفاوية فقط دورًا في التحمل المحيطي من بين جميع خلايا العقد اللمفاوية السدوية. تستطيع هاتان المجموعتان تحريض تحمل خلايا التائية الحاملة لكتلة التمايز 8 عبر تقديم المستضدات الذاتية على جزيئات الفئة الأولى من معقد التوافق النسيجي الكبير، وتحريض تحمل خلايا التائية الحاملة لكتلة التمايز 4 عبر تقديمها معقدات الببتيد- MHCII المأخوذة من الخلايا المتغصنة.

### الكبت
يشكل كبت الخلايا التائية المستجيبة ذاتية التفاعل بواسطة الخلايا التائية المنظمة آلية أخرى تحمي الجسم من تفاعلات المناعة الذاتية. تنشأ الخلايا التائية المنظمة في الغدة الزعترية أثناء الانتقاء السلبي (التحمل المناعي المركزي) أو في المحيط عبر الآليات الموضحة أعلاه. تسمى الخلايا المنظمة القادمة من الغدة الزعترية بالخلايا التائية المنظمة الطبيعية، بينما تسمى الخلايا التي تنشأ في المحيط بالخلايا التائية المنظمة المحرضة. تستخدم الخلايا التائية المنظمة -بصرف النظر عن أصلها- آليات مختلفة لكبت المناعة الذاتية. تشمل تلك الآليات استهلاك الإنترلوكين 2 وإفراز سيتوكينات التحمل التي تتضمن الإنترلوكين 10 وعامل النمو المحول بيتا.

### الاستعطال المستحث
تصبح الخلايا التائية غير مستجيبة للمستضدات المقدمة إذا ارتبطت الخلية التائية بجزيء معقد التوافق النسيجي الكبير على الخلية المقدمة للمستضد (الإشارة 1) دون الارتباط بجزيئات التحفيز المساعدة (الإشارة 2). ترفع السيتوكينات عدد جزيئات التحفيز المساعدة (الإشارة 3) في سياق الالتهاب الحاد. لن تعبر الخلايا المقدمة للمستضد عن جزيئات التحفيز المساعدة بدون السيتوكينات المحفزة للالتهاب؛ أي سيحدث الاستعطال في حال وجود تفاعل يتضمن مستقبلات الخلية التائية ومعقدات التوافق النسيجية الكبيرة بين الخلايا التائية والخلايا المقدمة للمستضد.